# ZNS-Lymphom
Das ZNS-Lymphom ist eine seltene Form der Tumoren des Lymphgewebes im Zentralnervensystem (ZNS). Man unterscheidet das primäre ZNS-Lymphom (PZNSL), welches zuerst im ZNS auftritt, von sekundären ZNS-Lymphomen, die als Absiedelung (Metastasen) von Lymphomen in anderen Körperregionen entstehen.

## Epidemiologie
Seit der AIDS-Epidemie in den 80er-Jahren hat die Inzidenz des ZNS-Lymphoms stark zugenommen, da es eine starke Assoziation zwischen dem PZNSL und der Immunsuppression gibt. Bei AIDS-Patienten ist das ZNS-Lymphom heute der häufigste Gehirntumor überhaupt. Jedoch sind auch vermehrt immunkompetente Menschen betroffen.
In 5–29 % aller systemischen Non-Hodgkin-Lymphome kommt es zu einer Absiedelung im Gehirn, also zu einem sekundären ZNS-Lymphom. Meist erfolgt die Metastasierung ins Gehirn aber erst bei einer fortgeschrittenen und disseminierten Erkrankung.

## Pathophysiologie
Es gibt noch keine Erklärung für die Entstehung des ZNS-Lymphoms, jedoch konnten einige Risikofaktoren festgestellt werden:
- Immunsuppression
- Erkrankungen des rheumatischen Formenkreises
- EBV-Infektion

Histogenetische Untersuchungen geben Hinweise auf Mutationen des Protoonkogens BCL-6, welche vor allem bei nicht-AIDS-assoziierten ZNS-Lymphomen eine Rolle spielen könnten. Sowohl bei Immunsupprimierten als auch bei Immunkompetenten Personen könnte sowohl das EBV-Virus als auch das HHV-8-Virus eine Rolle in der Pathogenese spielen.
Eine weit verbreitete Hypothese besagt, dass das PZNSL leichter entstehen kann, weil das Gehirn ein immunologisches „Sanktuarium“ darstellt. In anderen Körperpartien würden die entarteten Lymphozyten durch das Immunsystem vernichtet werden, diese haben aber keinen Zugang zum ZNS.

## Klinik
Bei Immunkompetenten tritt das ZNS-Lymphom vor allem im 5. Lebensjahrzehnt auf. Bei Immunsupprimierten hingegen schon im 2. und 3. Lebensjahrzehnt.
Meist gibt es ein diffuses und infiltratives Wachstum mit supratentorieller Lokalisierung, das schnell voranschreitet. In wenigen Wochen bis Monaten kommt es zu Symptomen wie Persönlichkeitsveränderungen, zerebelläre Symptomatiken und asymptomatischen Meningeosis. Bei Immunssupprimierten findet man oft das klinische Bild einer Enzephalopathie.

## Diagnostik
Vor allem die Bildgebung spielt eine große Rolle. Bei bis zu 50 % findet sich ein multifokaler Befall, vor allem im Frontallappen und Parietallappen.
- Angiographie: avaskuläre Struktur
- CT: iso- oder hyperdense, ventrikelnah, kontrastmittelspeichernd
- MRT
- Lumbalpunktion
- Hirnbiopsie: Methode der Wahl zur Diagnosesicherung
- prompte und häufig komplette Rückbildung auf Steroide (Steroide sollten vor einer Biopsie vermieden werden, da sie die Diagnose verschleiern)

## Therapie
Im Vordergrund stehen hirngängige Chemotherapeutika (z. B. Methotrexat) und die Strahlentherapie. Eine chirurgische Entfernung ist aufgrund des anfänglich sehr guten Ansprechens auf die Bestrahlung und Chemotherapie mit häufig kompletter vorübergehender Rückbildung in der Regel nicht indiziert. Für unifokale primäre ZNS-Lymphome wurde dieser Leitsatz jedoch durch eine Analyse von 2012 infrage gestellt.
Vor allem bei Immunkompetenten spricht die Therapie oft gut an.